# Rymden
Rymden, även yttre rymden eller världsrymden, är de relativt tomma områdena i universum som finns utanför himlakropparnas atmosfärer. Begreppet används ibland med den alternativa betydelsen universum.
Det finns ingen klar gräns mellan jordens atmosfär och rymden eftersom atmosfärens densitet minskar gradvis ju längre man kommer från jorden. Emellertid har Fédération Aéronautique Internationale tagit fram den så kallade Karmanlinjen, som ligger på en altitud av 100 kilometer över havsytan, som en arbetsdefinition för att skilja mellan rymd- och luftfart. Denna definition används eftersom på altituder över cirka 100 kilometer, beräknade Theodore von Kármán, måste en farkost färdas snabbare än jordens omloppshastighet för att kunna få tillräcklig lyftkraft från atmosfären. I USA har man bestämt att personer som färdas på en altitud över 80 kilometer betraktas som astronauter. Vid återinträde i atmosfären brukar 120 kilometer vara den gräns då man börjar märka av luftmotståndet, detta beror dock mycket på farkostens ballistiska koefficient.
I motsats till vad många tror är rymden inte helt tom (det vill säga inte ett perfekt vakuum), utan innehåller nästan överallt en tunn gas, huvudsakligen i plasmatillstånd, såväl som elektromagnetisk strålning. Förhållandena i rymdplasmat benämnes ofta rymdväder. Hypotetiskt (eller troligen) innehåller rymden även stora mängder mörk materia och mörk energi.

## Rymdens början

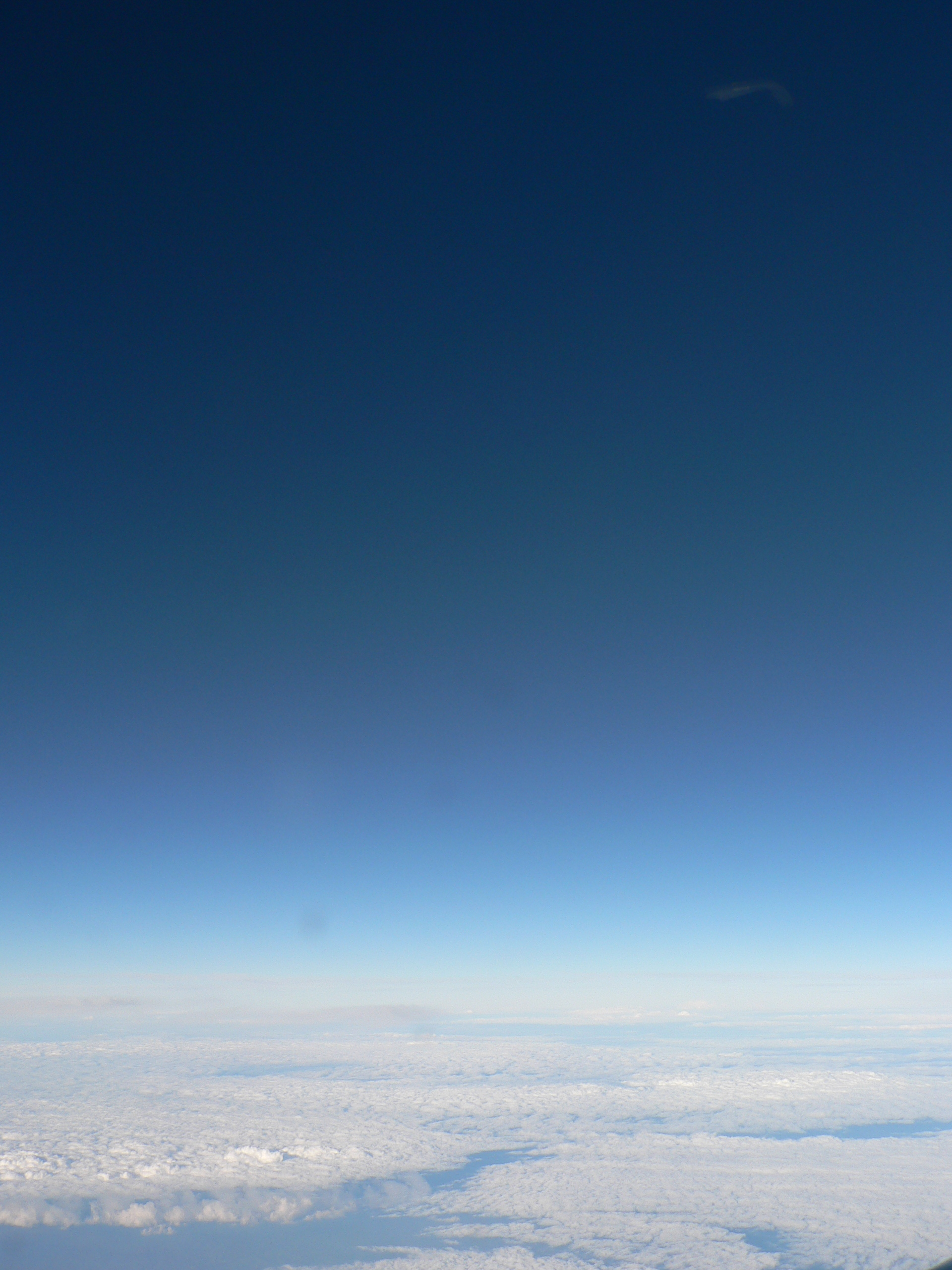
Rymden sedd från ett flygplan.

Jordens atmosfär blir gradvis tunnare utan någon tydlig gräns, så hållpunkterna mellan jorden och rymden är något godtyckliga. Dessutom utgår mätningar ifrån havsytan, som inte är helt sfärisk, eftersom jorden är tillplattad vid polerna. Det innebär att jordens högsta berg är Mount Everest, med 8 848 meter över havet, medan det är Chimborazo, ett berg nära ekvatorn, som har sin topp längst från jordens kärna.
- 8 000 m ö h: Dödszonen – människor som vistas över denna höjd riskerar att dö av syrebrist.[2] (Kan ske redan över 2 500 m höjd p.g.a. höjdsjuka)
- 8 848 m ö h: Mount Everest, jordytans högsta punkt.
- 10–18 km: Tropopausen – troposfären övergår gradvis i stratosfären kring denna höjd.
- 37,6 km: Höjdrekord för flygplan utan raketmotor eller liknande[3]
- 80,5 km (50 miles): NASA:s gräns för rymden.
- 100 km: Karmanlinjen, rymdens gräns enligt Fédération Aéronautique Internationale.
- 110 km: Norrskenets undre gräns
- 160 km: Undre gräns för en något så när stabil omloppsbana runt jorden.[4]
- 360 km: Medelhöjd för Internationella rymdstationen
- 35 786 km: Geostationära banan. Här finns väder- och kommunikationssatelliter.
- 320 000 km: Den närmaste av Lagrangepunkterna, (L1), i jorden-månen-systemet, där jordens och månens gravitation tar ut varandra.

### Basartiklar
- Astronomi
- Rymdfysik
- Rymdfart
- Svensk rymdfart
- Rymdvarelse
- Universum

### Himlakroppar
- Jorden, planet
- Solen, stjärna
- Solsystemet, solsystem
- Vintergatan, galax
- Lokala galaxhopen, galaxhop